# Valentin Begemann
Valentin Begemann (* 3. Oktober 1989 in Heidelberg) ist ein deutscher Volleyball- und Beachvolleyballspieler.

## Karriere Halle
Begemann spielte in seiner Jugend Hallenvolleyball in der Regionalliga Nord und in der Zweiten Bundesliga Nord beim Hamburger Randverein Oststeinbeker SV sowie in der Hamburger Landesauswahl. In der Saison 2010/11 wechselte er zum Ligakonkurrenten VCO Hamburg. Danach kehrte er nach Oststeinbek zurück und konnte sich für die neugeschaffene Dritte Liga Nord qualifizieren, wo er noch eine Saison bis 2013 aktiv war.

## Karriere Beach
Begemann war auch im Beachvolleyball aktiv, in seiner Jugend u. a. an der Seite von Merten Krüger. Seine Standardpartner auf der Smart Beach Tour und anderen nationalen Turnieren waren 2009/2010 Matthias Ahlf und 2010/2011 Henrik Weßel. Mit Paul Becker belegte Begemann 2010 im indischen Chennai beim FIVB Challenger Platz 17. Von 2012 bis 2014 spielte Begemann mit dem Solinger Daniel Wernitz und erreichte bei den Deutschen Meisterschaften in Timmendorfer Strand 2012 Platz 13 sowie 2013 Platz neun. 2015 war Lorenz Schümann sein Partner. Begemann/Schümann gewannen den Smart Beach Cup in Jena und den Smart Super Cup in Kühlungsborn. Bei der Deutschen Meisterschaft wurden sie Neunte. 2016 spielte Begemann an der Seite von Max-Jonas Karpa, mit dem er bei der Deutschen Meisterschaft erneut Platz neun belegte. 2017 war Manuel Lohmann sein Partner, mit dem er wiederum Neunter bei der Deutschen Meisterschaft wurde.